# یوشینوری موتو
یوشینوری ماتو (ژاپنی: 武藤 嘉紀؛ زادهٔ ۱۵ ژوئیهٔ ۱۹۹۲) بازیکن فوتبال اهل ژاپن است.که در باشگاه فوتبال ویسل کوبه ژاپن بازی می کند.
وی سابقه ۲۹ بازی و ۳ گل ملی برای تیم ملی فوتبال ژاپن در کارنامه دارد.